# Diastylis racovitzai
Diastylis racovitzai är en kräftdjursart som beskrevs av Mihai Bacescu och Petrescu 1991. Diastylis racovitzai ingår i släktet Diastylis och familjen Diastylidae. Inga underarter finns listade i Catalogue of Life.